# Особливості національного полювання в зимовий період
«Особливості національного полювання у зимовий період» — російська кінокомедія 2000 року. Прем'єра на телебаченні — 1 січня 2001 року на телеканалі ОРТ.

## Сюжет
На 13-му кордоні нудьгують Кузьмич та Семенов, поки не починається сезон «перевірок» та «інспекцій». Першими були перевіряючі з міністерства лісового господарства, слідом ще двоє з екологічного відомства. Героям навіть довелося деякий час пити чай, бо керівником екологів виявилася непитуща дама, яка, до того ж, ненавидить полювання. Пізніше до компанії приєднуються Льова Соловейчик та генерал Іволгін. Як завжди компанія переживе безліч абсурдних, але від того не менш реалістичних пригод.
Наскрізною лінією ведеться філософська розповідь-притча, яку переповідає Кузьмич про китайського мисливця Ху Чжоу, який осягає всі таємниці російської полювання і намагається зрозуміти російську душу.

## В ролях
| Актор              | Роль                                              |
| ------------------ | ------------------------------------------------- |
| Олексій Булдаков   | генерал Олексій Михайлович Іволгін                |
| Віктор Бичков      | єгер Кузьмич                                      |
| Семен Стругачев    | Льова Соловейчик                                  |
| Сергій Гусинський  | міліціонер Семенов (озвучував Олександр Половцов) |
| Юрій Кузнєцов      | Курцов Юрій Миколайович                           |
| Андрій Зібров      | Рєчніков Ігор Валентинович                        |
| Ірина Основіна     | Ольга Валеріївна Маслюк                           |
| Андрій Федорцов    | Олег П'ятаков                                     |
| Андрій Краско      | прикордонник на фінському кордоні                 |
| Іван Краско        | Володимир Ленін (рятувальник МНС)                 |
| Михайло Пореченков | командир застави на фінському кордоні             |
| Єгор Томашевський  |                                                   |
| Борис Чердинцев    | перевіряючий                                      |
| Євген Малигін      |                                                   |

## Знімальна група
- Режисер — Олександр Рогожкін
- Сценарист — Олександр Рогожкін
- Оператор — Юрій Шайгарданов
- Продюсери — Анатолій Максимов, Костянтин Ернст
- Монтаж — Юлія Рум'янцева
- Композитор — Владислав Панченко